# Cléber Xavier
Cléber Márcio Serpa Xavier (Alegrete, 29 de março de 1964) é um treinador de futebol brasileiro. Atualmente está sem clube.

## Vida pessoal
Natural de Alegrete, Rio Grande do Sul, Xavier jogou apenas em times amadores da sua cidade antes de se aposentar devido a lesões no joelho. Após isso, mudou-se para Porto Alegre para cursar educação física, e começou a trabalhar em 1988 na escolinha de futebol do ex-jogador Bráulio, chamada "Escolinha Garoto de Ouro".

## Carreira
Em 1990, Cléber iniciou sua carreira nas categorias de base do Internacional como preparador físico e técnico de base, após ser indicado por Bráulio. Ele então treinou os times de base do Bragantino e do Grêmio antes de ser promovido ao time principal do Grêmio em 2001, como auxiliar técnico do recém contratado técnico Tite.
No primeiro ano como auxiliar, Xavier ajudou Tite a vencer os adversários na Copa do Brasil de 2001, conquistada pelo clube. Também teve sua primeira experiência como treinador interino em 27 de setembro, onde por o Grêmio já estar garantido na primeira posição do grupo na Copa Mercosul, Tite optou por ficar em Porto Alegre para se preparar para uma partida contra o Santa Cruz e permitindo Cléber comandar a equipe no empate por 1–1 em Santiago.
Em junho de 2003, Xavier foi técnico interino do Grêmio após a saída de Tite, comandando o time na vitória em casa por 3–1 sobre o Fortaleza. Após a contratação de Darío Pereyra como treinador principal, Xavier deixou o clube e fechou com Tite para ser auxiliar no São Caetano.
Xavier continuou atuando como auxiliar de Tite nos anos seguintes, trabalhando no Corinthians (três passagens), Atlético Mineiro, Palmeiras, Al Ain e Internacional. Em agosto de 2010, Tite estava sem emprego, e Cléber se tornou auxiliar de Márcio Araújo no Bahia, mas permaneceu apenas 17 dias no cargo antes de retornar à comissão de Tite no Al Wahda.
Em junho de 2016, Cléber integrou a equiipe de assistentes técnicos da Seleção Brasileira, após Tite ser escolhido como técnico da seleção principal. Ele saiu com Tite após a Copa do Mundo FIFA de 2022, e também foi auxiliar ao lado dele no Flamengo antes de anunciar o desejo de se tornar treinador em outubro de 2024.
Em abril de 2025, foi anunciado como técnico do Santos para a temporada de 2025, junto dos demais ex-membros da comissão de Tite. Em 17 de agosto de 2025, o Santos anunciou a sua demissão. O clube decidiu pela saída do treinador após a derrota por 6 a 0 para o Vasco, no Morumbis, num jogo de muitos protestos da torcida no estádio. Cleber deixa o Santos depois de 15 jogos, com cinco vitórias, quatro empates e seis derrotas.

## Estatísticas como treinador
- Atualizado até 17 de agosto de 2025

| Clube             | Início                 | Término                | Jogos | Jogos | Jogos | Jogos | Jogos | Jogos | Jogos | Jogos | Ref    |
| Clube             | Início                 | Término                | J     | V     | E     | D     | GP    | GC    | SG    | %     | Ref    |
| ----------------- | ---------------------- | ---------------------- | ----- | ----- | ----- | ----- | ----- | ----- | ----- | ----- | ------ |
| Grêmio (interino) | 27 de setembro de 2001 | 27 de setembro de 2001 | 1     | 0     | 1     | 0     | 1     | 1     | 0     | 33.33 | [ 6 ]  |
| Grêmio (interino) | 3 de junho de 2003     | 8 de junho de 2003     | 1     | 1     | 0     | 0     | 3     | 1     | 2     | 100   | [ 8 ]  |
| Santos            | 29 de abril de 2025    | 17 de agosto de 2025   | 15    | 5     | 4     | 6     | 18    | 22    | -4    | 42.22 | [ 12 ] |
| Total             | Total                  | Total                  | 17    | 6     | 5     | 6     | 22    | 23    | -1    | 45.1  |        |